# Sojuz TMA-01M
Sojuz TMA-01M (ros. Союз ТМА-01М) – rosyjski załogowy statek kosmiczny programu Sojuz, pierwszy z nowej serii TMA-M, który został wyniesiony z kosmodromu Bajkonur 8 października 2010 roku (CET), w kierunku Międzynarodowej Stacji Kosmicznej (ISS). Był to 109 lot statku typu Sojuz na orbitę od rozpoczęcia programu Sojuz w 1967 roku.

## Załoga

### Podstawowa
- Aleksandr Kaleri – dowódca (Roskosmos)
- Oleg Skripoczka – inżynier pokładowy (Roskosmos)
- Scott J. Kelly – inżynier pokładowy (NASA)

### Rezerwowa
- Siergiej Wołkow – dowódca (Roskosmos)
- Oleg Kononienko – inżynier pokładowy, (Roskosmos)
- Ronald Garan – inżynier pokładowy (NASA)

## Budowa
Statek kosmiczny Sojuz TMA-01M jest pierwszym z nowej serii TMA-M. Został zaprojektowany i zbudowany przez rosyjską korporację RKK Energia na bazie swojego poprzednika TMA, jest też pierwszym statkiem Sojuz pracującym w technologii cyfrowej kontroli, dzięki temu może być obsługiwany przez jednego astronautę. Modernizacja statku dotyczyła przede wszystkim systemu przesyłania danych telemetrycznych (wcześniejsze statki kosmiczne Sojuz używały analogowego systemu przesyłania danych telemetrycznych, Sojuz TMA-01M wykorzystuje przesył cyfrowy, dzięki czemu komunikacja jest szybsza, bardziej kompaktowa i mniej podatna na zakłócenia), zmodernizowano też układy kontroli ruchu i nawigacji oraz funkcjonalność systemów komputerowych, co osiągnięto dzięki wymianie 36 przestarzałych komputerów na 19 nowoczesnych jednostek. Dzięki zredukowaniu kubatury systemów pokładowych, zmniejszono masę pojazdu o 70 kg, co można wykorzystać do zwiększenia jego ładowności.

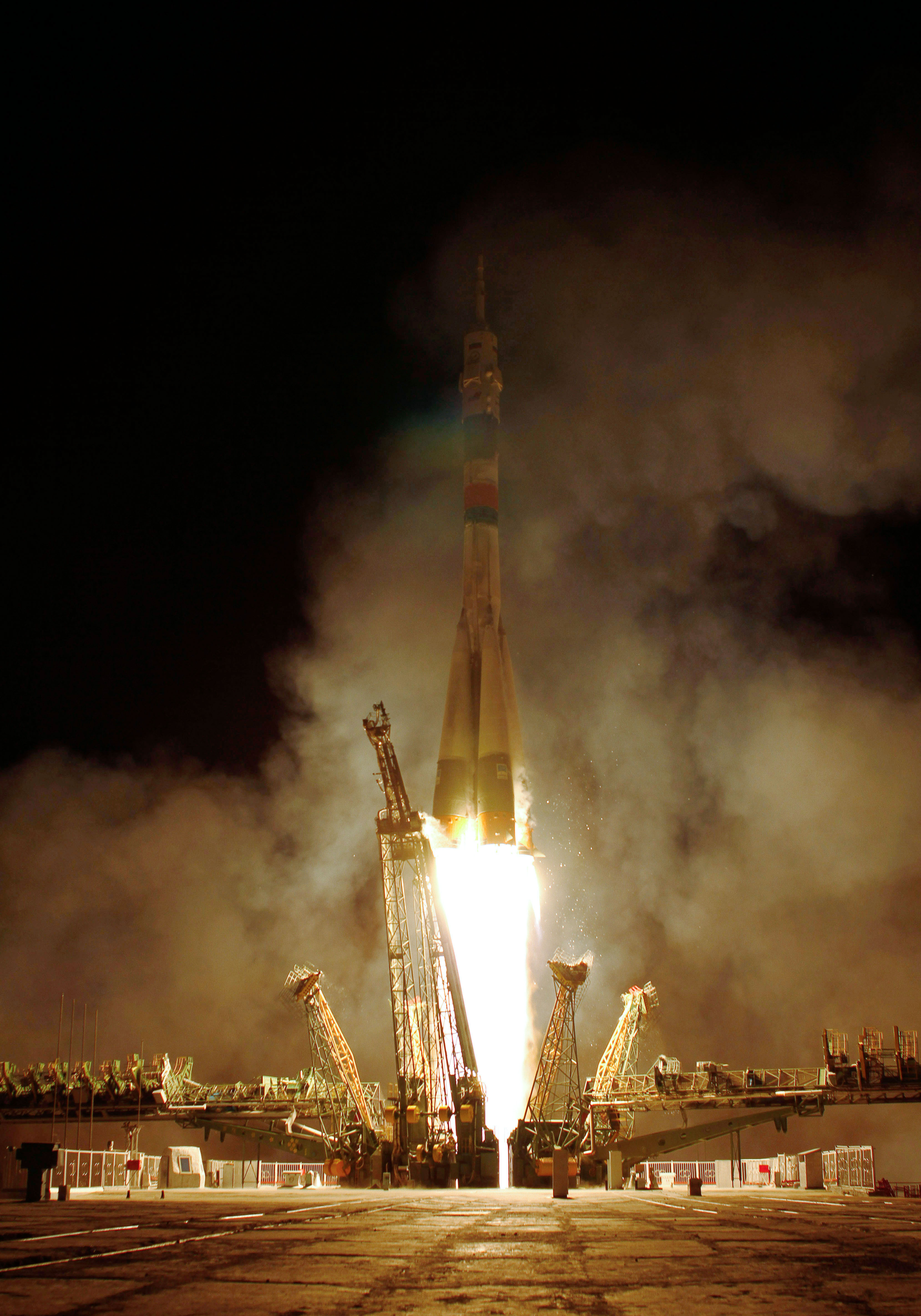
Start rakiety Sojuz FG, która wyniosła statek Sojuz TMA-01M na orbitę

## Misja
Celem misji było przewiezienie pierwszych trzech (spośród sześciu osób personelu stałego) członków 25 ekspedycji na Międzynarodową Stację Kosmiczną. Po dwóch dniach lotu dołączyli oni do trzech przebywających jeszcze na stacji astronautów z kończącej misję ekspedycji 24. Pojazd po zacumowaniu do ISS pozostawał z nią połączony w charakterze statku ratunkowego do marca 2011 roku, kiedy to powróciło nim na Ziemię trzech tych samych astronautów, którzy przylecieli na stację na jego pokładzie.

## Przebieg lotu

### Start i dokowanie
Po pomyślnym przejściu testów szczelności i uruchomieniu systemów pokładowych, 8 października 2010 roku, o godzinie 1:10:55 (CET) na platformie nr 1 „Start Gagarina” kosmodromu Bajkonur, nastąpił zapłon silników rakiety nośnej Sojuza TMA-01M – Sojuz-FG. Dokładnie po 6 minutach (1:16:55 (CET)) statek znalazł się na stabilnej orbicie okołoziemskiej. O godzinie 1:20 (CET) nastąpiła separacja kapsuły od napędu głównego, po chwili pojazd uruchomił swoje panele słoneczne, aktywował systemy łączności i nawiązał kontakt z Centrum Lotów Kosmicznych – od tej chwili Sojuz TMA-01M podążał w kierunku ISS samodzielnie. Po dwóch dniach lotu, 10 października o godzinie 4:01 (CET), Sojuz TMA-01M przycumował do modułu MRM-2 Międzynarodowej Stacji Kosmicznej.

### Pobyt na stacji

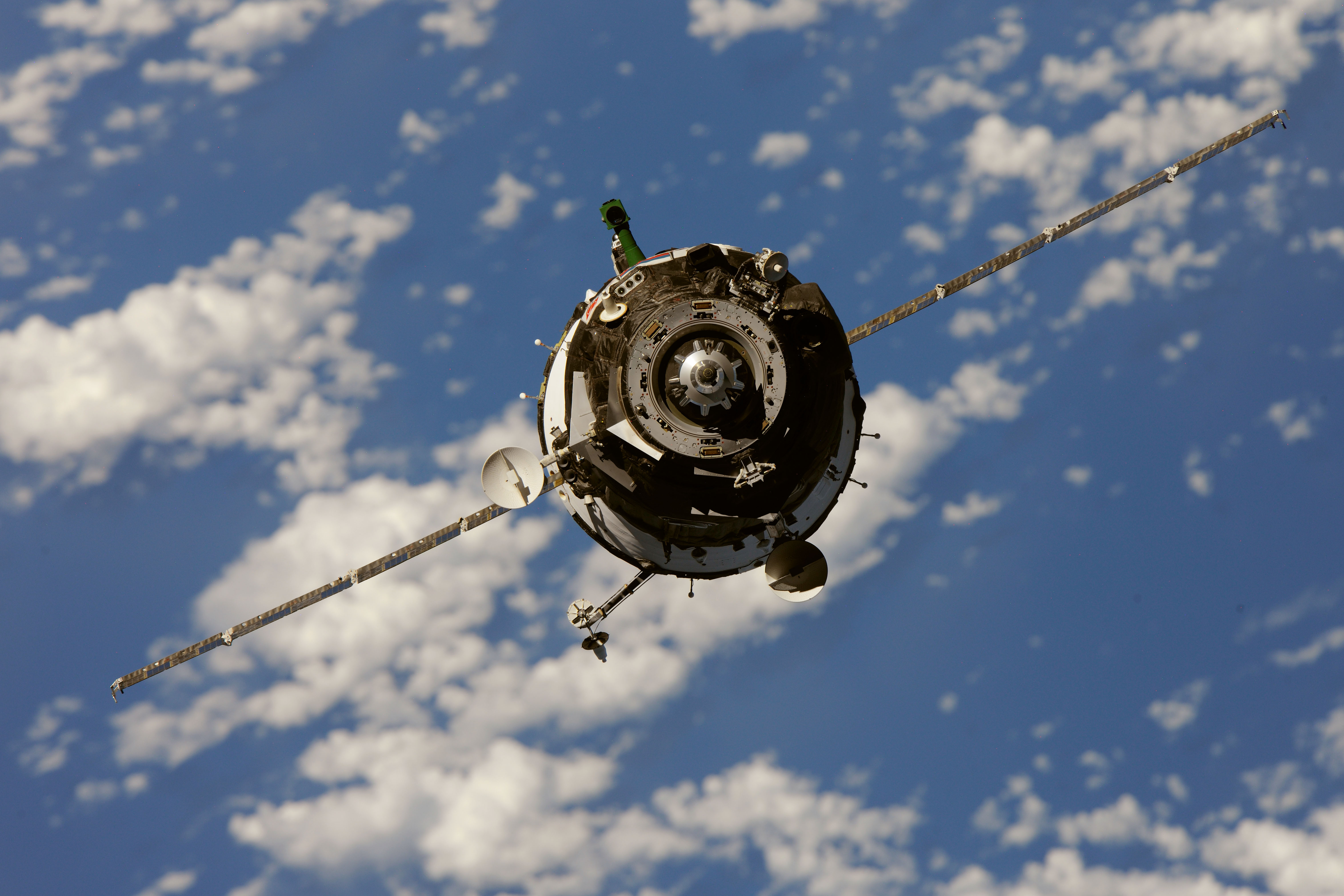
Statek Sojuz TMA-01M podczas dokowania do ISS

15 listopada 2010 odbyła się WKD-26, w której wzięli udział kosmonauci Jurczychin i Skripoczka. Wyszli oni z rosyjskiej śluzy Pirs w skafandrach Orłan. W trakcie spaceru astronauci wykonali eksperyment "Test" na modułach Zwiezda i Pirs, zainstalowali drugą wielozadaniową platformę URM-D na module Zwiezda, usunęli sprzęt ROKVISS z pierwszej platformy URM-D oraz zainstalowali poręcze na module Pirs. Spacer kosmiczny (EVA} trwała 6 godzin i 27 minut.
26 listopada 2010 r., po krótkiej ceremonii pożegnalnej, od ISS odłączył się statek Sojuz TMA-19. Tym samym załoga Sojuza TMA-01M stała się jedyną na stacji. 17 grudnia 2010 r. do stacji zadokował statek Sojuz TMA-20.
22 grudnia 2010 r. astronauci uruchomili na 1270 sekund silnik statku transportowego Progress M-07M w celu podwyższenia orbity stacji. 13 stycznia 2011 r. astronauci dokonali kolejnego podwyższenia orbity stacji. Silniki Progressa działały przez 672 sekundy.
21 stycznia 2011 odbyła się WKD-27, w której wzięli udział kosmonauci Kondratjew i Skripoczka. Wyszli oni z rosyjskiej śluzy Pirs w skafandrach Orłan-MK. Podczas spaceru astronauci zamontowali SWPI na module Zwiezda, zdemontowali iniektor eksperymentu IPI-SM i EXPOSE-R oraz zamontowali kamerę TV na module Rasswiet. EVA trwała 5 godzin i 22 minuty.
24 stycznia 2011 r. od stacji odłączył się Progress M-08M. 27 stycznia 2011 r. do ISS zadokował statek HTV-2, zaś 30 stycznia nastąpiło ponowne dokowanie Progressa M-08M.
16 lutego 2011 r. odbyła się WKD-28, w której wzięli udział kosmonauci Kondratjew i Skripoczka. Wyszli oni ze śluzy Pirs w skafandrach Orłan-MK. W trakcie spaceru zamontowali eksperymenty Mołnia-Gamma i Radiometria na module Zwiezda, oraz zdjęli z niego dwa panele Kompłast.

### Lądowanie
16 marca 2011 r. o godz. 04:27 UTC statek odłączył się od ISS. O 7:03 UTC rozpoczęto manewr deorbitacji. Następnie Sojuz podzielił się na trzy moduły. Lądownik wszedł w atmosferę ziemską i o 7:54 UTC wylądował w północnym Kazachstanie, w pobliżu Arkałyku w ciężkich warunkach pogodowych.